# Duklja
Duklja (srbsko Дукља, latinizirano: Duklja, srednjeveško grško Διόκλεια, latinizirano: Diókleia, latinsko Dioclea) je bila srednjeveška južnoslovanska država, ki je v grobem obsegala ozemlje današnje jugovzhodne Črne gore od Boke Kotorske na zahodu do reke Bojane na vzhodu ter do izvirov rek Zete in Morače na severu. Prvič je bila omenjena v bizantinskih kronikah iz 10. in 11. stoletja, ko je bila med letoma 997 in 1018 vazal Prvega bolgarskega cesarstva in nato Bizantinskega cesarstva, dokler ni leta 1040 pod Štefanom Vojislavom (vl. 1034–1043) postala neodvisna. Štefanu Vojislavu je uspelo prevzeti ozemlja prejšnje srbske kneževine ter ustanoviti dinastijo Vojislavljević. Med letoma 1043 in 1080 je Duklja pod Mihajlom I. Vojislavljevićem (vladal 1050–1081) in njegovim sinom Konstantinom Bodinom (vladal 1081–1101) doživela svoj vrhunec. Ko je Mihajlo zapustil bizantinski tabor in podprl vstajo na Balkanu, v kateri je imel osrednjo vlogo njegov sin Bodin, mu je papež podelil naziv "kralj Slovanov". Ko je Duklja pripojila srbsko zaledje, znano kot Velika kneževina (anahronistično Raška),  in tam postavila vazalne vladarje, je postala najmočnejša srbska država, kar je razvidno iz naslovov njenih vladarjev: "knez Srbije" in "knez Srbov". Bodinov vzpon je bil kratkotrajen, saj so ga kmalu premagali Bizantinci in ga zaprli. V Raški se je osamosvojil Bodinov sorodnik Vukan in nadaljevala boj proti Bizantincem, medtem ko so Dukljo prizadele državljanske vojne. Med letoma 1113 in 1149 je bila središče srbsko-bizantinskega konflikta, člani družine Vojislavljević pa so se med seboj bojevali za oblast. Duklja je bila nato kot kronska dežela vključena v Veliko kneževino Srbijo, ki ji je vladala dinastija Vukanović. Kasneje je postala znana kot Zeta in taka ostala do padca srbskega cesarstva v 14. stoletju. 

## Etimologija
V zgodovinopisju je ime Duklja prvi uporabil K. Jirechek. Ime je izpeljano iz latinskega imena Doclea, kot se je sprva imenovalo rimsko mesto na mestu današnje Podgorice. Docleo je zgradil cesar Dioklecijan, ki je izviral iz tega dela rimske Dalmacije. To območje je naseljevalo romanizirano ilirsko pleme Dokleati, ki je dobilo ime po mestu. V kasnejših stoletjih so Rimljani ime Doclea spremenili v Dioclea na podlagi napačne domneve, da se je zaradi vulgarnih govornih vzorcev črka i izgubila. Duklja je kasnejša slovanska različica imena te regije in kneževine pod bizantinsko nadoblastjo. Demonim ali plemensko ime je v De administrando imperio zapisano kot Dioklētianoi (Διοκλητιανοί). 

## Geografija
De administrando imperio (948–952) v 35. poglavju omenja, da so v Diokleji (Διόκλεια) velika mesta Gradetai, Nougrade in Lontodokla. Gradetai je bil morda Starigrad, Nougrade Prevlaka, medtem ko je lokacija Lontodokle negotova.
Po kasnejšem, nekoliko nezanesljivem viru, Letopis popa Dukljana, je vladar z imenom Hvalimir, ki naj bi bil prednik Jovana Vladimirja (ok. 990–1016), posedoval Zeto in njena mesta ter grofije: Lusca (Luška), Podlugiae (Podlužje), Gorsca (Gorska), Cupelnich (Kupelnik), Obliquus (Oblik), Prapratna, Cermeniza (Crmnica), Budua (Budva),  Cucevo (Kučevo) in Gripuli (Grbalj).
V 12. stoletju se je namesto imena Duklja začelo uporabljati ime Zeta. 

## Zgodovina

### Zgodnja zgodovina
O Duklji pred 11. stoletjem je malo znanega. Glavni vir podatkov o zgodovini zgodnjih južnoslovanskih držav je De administrando imperio bizantinskega cesarja Konstantina VII., napisan pred letom 952. Delo Duklje skoraj ne omenja, razen dejstva, da je poseljena s Slovani in da ji vladajo bizantinski cesarji. Kot uveljavljena, neodvisna država verjetno ni obstajala pred poznim 10. stoletjem. Bizantinci so vladali samo obalnim mestom, kot so Podgorica, Bar in Kotor in zaledju, ki jih je obdajalo. Arheološki dokazi, med njimi osebni pečat Petra Dukljanskega, kažejo, da so to majhno regijo v imenu cesarja upravljali lokalni uradniki. Slovanske regije, ki niso bile neposredno pod bizantinsko oblastjo, na primer Travunija, so bile organizirane v številne župe, nekakšne grofije, ki so jim vladale lokalne družine. 
Prvi napadi Slovanov na bizantinsko ozemlje so omenjeni leta 518. Do leta 580 so Slovani osvojili velika območja, imenovana Sklavinija. Dukljo so Slovani naselili predvsem v 7. stoletju, čeprav je bilo njeno ozemlje od 6. stoletja podvrženo napadom Avarov in Slovanov. Ker je regija gorata, je morda služila kot zatočišče predslovanskega prebivalstva.
Po Noelu Malcolmu je bila današnja zahodna Srbija območje, kamor so se Srbi naselili v 7. stoletju in od tam razširili svojo oblast na ozemlje Duklje. Knez Višeslav (deloval 768–814), prvi po imenu znani srbski monarh, je vladal dednim deželam (županijam) Neretva, Tara, Piva in Lim. Uspelo mu je združiti več pokrajin in plemen v srbsko kneževino. Višeslava je nasledil njegov sin Radoslav in njega Prosigoj. V tem času naj bi Srbi posedovali velk del Dalmacije (ad Sorabos, quae natio magnam Dalmatiae partem obtinere dicitur Kaj se je tam v resnici dogajalo, je težko reči, ker so bizantinski zapisi omejeni na južno jadransko obalo. Med naseljenci je bilo verjetno tudi nekaj srbskih skupin ali plemen. Knez Vlastimir je še bolj združil srbska plemena pred naraščajočo grožnjo Bolgarskega cesarstva. Njegova kneževina je obsegala  jugozahodno Srbijo, velik del Črne gore, vzhodno Hercegovino in jugovzhodno Bosno. Knez Peter Gojniković je razširil svoje ozemlje vzdolž Neretve in priključil Naretvane in očitno prišel v konflikt z Mihajlom Viševićem, bolgarskim zaveznikom in vladarjem Zahumja s Trebinjem in večino poznejše Duklje.
Po Časlavovi smrti okoli leta 960 so Stari Ras in verjetno tudi srbske dežele priključili Bizantinci in jih preoblikovali v Katepanat Ras. Peter, čigar pečat so našli, je bil arhont Duklje verjetno na prehodu v 11. stoletje. Srbska diplomatska misija, poslana v bizantinsko prestolnico verjetno iz Duklje, je omenjena v listini samostana Velika Lavra, napisani leta 993. V 11. stoletju je Duklji vladal Jovan Vladimir s sedežem v Baru na jadranski obali. Pod svojo oblastjo je imel velik del Pomorja, vključno s Travunijo in Zahumjem. Njegova kneževina se je morda raztezala še bolj proti zahodu in severu ter zajemala tudi nekatere dele Raške in Bosne. Vladimirjev prevladujoč položaj nad drugimi slovanskimi plemiči na tem območju pojasnjuje, zakaj je cesar Bazilij II. nameraval prav z njim skleniti zavezništvo proti bolgarskemu carju Samuelu. Bolgarsko cesarstvo je razen severne in zahodne Bolgarije obsegalo tudi Makedonijo, Srbijo, Raško in Epir. Samuel je leta 997 vdrl v Dukljo in se preko nje skozi Dalmacijo prebil do Zadra in v svoje kraljestvo vključil Bosno in Raško. Po zmagi nad Vladimirjem ga je Samuel ponovno postavil za vazalnega kneza Duklje. Vladimirjeva povezava s prejšnjo srbsko dinastijo ni znana, ker je v Letopisu popa Dukljana v rodoslovju dukljanskih vladarjev veliko mitologije. Vladimirja je okoli leta 1016 umoril Samuelov brat in naslednik Vladislav. Zadnjega vidnejšega člana njegove družine, Vladimirjevega strica Dragomirja, so leta 1018 ubili meščani Kotorja. Naslednje leto so Bizantinci porazili Bolgare in v mojstrskem napadu osvojili cel Balkan.

### Vzpon
Bizantinska zmaga nad Bolgari je bila ključna za razvoj Balkana. Bizantinci so zdaj prvič od 6. stoletja vladali večini Balkana – Bolgariji, Srbiji, Duklji in Bosni. O večini zgodovine Balkana v 11. stoletju je zelo  malo znanega. Osrednja Srbija je bila verjetno pod jurisdikcijo stratega (guvernerja) Sirmija  Konstantina Diogena. Nekateri zgodovinarji domnevajo, da je Duklji neposredno vladal strateg Drača, medtem ko drugi domnevajo, da je Duklji smel kot bizantinski vazal vladati domač knez, čigar ime se ni ohranilo. Kakor koli že, slovansko plemstvo je bilo pod bizantinskim nadzorom. Središče srbske vladavine se je premaknilo iz notranjosti Srbije na jadransko obalo.
Kot sta zapisala Skilica in Kekaumen, je v 1030. letih Štefan Vojislav kot arhont in toparh kastra Dalmacije, Zete in Stona vodil "Srbe, ki so se odpovedali bizantinski oblasti". Po podatkih v Letopisu popa Dukljana je bil Vladimirjev nečak. Leta 1034 je med bizantinsko menjavo oblasti zavzel Dukljo. Bizantinci so se mu maščevali tako, da so poslali vojsko iz Drača, ga ujeli in poslali v Konstantinopel. Od tam mu je uspelo pobegniti in doma začeti gverilski odpor proti Bizantincem. Premagal je več bizantinskih vojsk in osvobodil večji del Duklje. Slovanski upor s središčem v Beogradu, ki ga je organiziral Peter Deljan v poznih 1030. letih, je deloval Vojislavu v prid, saj je odvrnil pozornost od Duklje. To je izkoristil za uveljavitev svoje oblasti s središčem v Skadru in širitev Duklje na Travunijo in del Zahumja. Oblegal je Drač in obdržal okoliško ozemlje.
Leta 1042 je odbil še en bizantinski napad, tokrat vojske slovanske koalicije, ki so jo sestavljali  bosanski župan, zahumski knez Ljutovid in raški župan. Raška je bila nova srbska država, ki je nastala v 1040. letih  na ozemlju južne Srbije in Kosova. Vojislav je odločilno premagal napadalce. Duklja je nedvomno postala vodilna slovanska država. Vojislav je umrl verjetno leta 1046. Nasledil ga je sin Mihajlo I. Vojislavljević, ki je do leta 1046 utrdil svojo oblast. Bil je spreten diplomat in utrdil svoje vezi z Bizantinci s poroko z eno od cesarjevih sorodnic, s čimer je pridobil naslov protostrator. Stike je navezal tudi z zahodom in svojega sina Konstantina Bodina poročil s hčerko normanskega guvernerja Barija. Mihajlo je v 1060. letih osvojil Raško in jo dodelil sinu Petrislavu. Petrislav je podprl še en slovanski upor, tokrat v Makedoniji, tako da je tja poslal svojo vojsko pod poveljstvom sina Konstantina Bodina. Po začetnih uspehih je bil Konstantin Bodin po pisanju Letopisa popa Dukljana razglašen za bolgarskega carja Petra III. Med bizantinskimi povračilnimi ukrepi je bil Konstantin Bodin ujet. Osvobodili so ga beneški plačanci, ki jih je najel njegov oče. 
Neznano kdaj je Mihajlo med svojo vladavino dobil naslov kralja. Večina zgodovinarjev postavlja ta datum v leto 1077, ko je sprejel papeškega legata, ki ga je imenoval za "kraljs Slovanov". Florin Curta meni, da se je to zgodilo morda že leta 1053, kmalu potem, ko je od cesarja prejel naslov protostratorja. Ob tem je treba reči, da je formalno priznanje kralja v srednjeveški Evropi zahtevalo priznanje papeža ali bizantinskega cesarja. Kakor koli že, Mihajlo je leta 1077 vsekakor bil kralj. 
Mihajla je po smrti leta 1081 nasledil  njegov sin Konstantin Bodin. Normani so napadli južno Dalmacijo in zavzeli Drač in Dubrovnik. Pričakovali so, da bo Bodin pomagal Bizantincem v Draču, vendar se to ni zgodilo. Njegovo obnašanje je bilo verjetno del vnaprej zasnovanega načrta, v katerem so Normani prepričljivo porazili Bizantince. Bodin je med svojo zgodnjo vladavino utrdil svojo oblast in se vmešaval v normansko-bizantinske zadeve. Letopis popa Dukljana trdi, da je poslal vojsko v Bosno in Raško. Ker je njegov oče Mihajlo že prej zavzel Raško, je slednja medtem verjetno ušla izpod dukljanske oblasti. Bodinov pohod na Raško je bil uspešen. Za župana Raške je postavil Vukana in Marka, sinova svojega bratranca Petrislava. Zavzel je tudi Bosno in za njenega vladarja imenoval svojega dvorjana Stipana.  
Četudi je bil Bodin priznan za "kralja Duklje in Dalmacije", ni nobenih dokazov, da so bile Bosna, Zahumje, Duklja in Raška vključene v integrirano kraljestvo. Vsaka regija je obdržala svoje lastno dedno plemstvo, vendar je bila pod politično in vojaško oblastjo Duklje. Do leta 1085 so Bizantinci pridobili premoč v vojnah z Normani in ponovno zavzeli Drač in Dubrovnik. Leta 1090 so Bodina kaznovali za njegovo predrzno obnašanje in ga morda že drugič ujeli, potem pa do njegove smrti okoli leta 1001 ni veliko znanega. Raška, Zahumje in Bosna so se v tem času verjetno osvobodile dukljanskega vazalstva. 
V 10. stoletju je Split po splitski sonodi  pridobil jurisdikcijo nad večjim delom dalmatinske obale, razen južnih regij, vključno z večino Duklje, ki so spadale pod nadškofijo Drač. Prevladujoč položaj Splita sta kmalu izpodbijala Bar in Dubrovnik (Ragusa), ki sta se tudi potegovala za status metropolije. 
Verski razkol med vzhodom in zahodom leta 1054 je kmalu dobil velik tako verski kot politični vpliv na Srbijo. Ker je bila Srbija na meji med rimsko in konstantinopelsko jurisdikcijo, so srbski vladarji skušali to rivalstvo izkoristiti sebi v prid. Slovani, ki so živeli ob obali južne Dalmacije, so prek splitske, barske in dubrovniške nadškofije padli pod versko jurisdikcijo Rima. Ostali Slovani v zaledju do Srbije so bili prek ohridskega, sremskega in draškega nadškofa podrejeni carigrajskemu patriarhu.  Privilegij kralja Mihajla je bil ustanoviti avtokefalno slovansko cerkev po načelu, da neodvisna država zahteva neodvisno cerkev. Ker je bil takrat z Bizancem v vse prej kot prijateljskih odnosih, se je iz političnih razlogov obrnil na Rim. Domneval je, da bo papež izkoristil priložnost za razširitev svojih pristojnosti v južni Dalmaciji, vendar se Mihaelova želja ni zlahka uresničila. Čeprav nekatere študije navajajo, da je bil Bar leta 1067 povzdignjen v nadškofijo, se zdi, da ustrezna papeževa  bula ni verodostojna. Barska škofija je bila povzdignjena v nadškofijo šele leta 1089, ko je Konstantin Bodin podprl protipapeža Klemna III. Sufragani Barske nadškofije naj bi bile škofije Kotor, Ulcinj, Svač, Skadar, Drivast, Pulj, Ras, Bosna in Trebinje. Novo ozemlje Barske nadškofije je bilo zgolj teoretično, saj je papežev edikt lahko vplival le na cerkve, ki so priznavale Rim. Postavitev Raške za sufragana Bara ni imela velikega pomena, saj je bila večina raških cerkva pod Konstantinoplom in ni dokazov, da bi Vukan spremenil svoj odnos do Rima. Nekaj malega ozemlja ob obali sta morda izgubila Drač in Ohrid. Duklja je bila na kratko podrejena Rimu, vendar notranjost Duklje s tem ni bila prizadeta in je skupaj z večjim delom dukljanske obale ohranila zvestobo pravoslavju.

### Propad
Po Bodinovem odhodu se je njegova normanska žena Jakvinta bala, da bo Bodinov nečak Branislav poskušal prevzeti oblast, preden bi lahko prestol prevzela njena mladoletna sinova. Ukazala je aretirati Branislava in njegovo družino.  Branislav je v ujetništvu umrl,  njegovih šest  bratov in sinov pa je našlo zatočišče v Dubrovniku. Dogodki so v rodbino Vojislavljević zasejali seme družinskega sovraštva. Po Bodinovi smrti je dukljanski prestol zasedel njegov polbrat Dobroslav II.. V šibko Dukljo so se začeli vmešavati Bizantinci in tja za kralja poslali Kočaparja, enega od  Branislavovih izgnanih bratov. Slednjemu je na svojo stran uspelo pridobiti Vukana iz Raške in skupaj sta premagala Dobroslava, potem pa sta se sprla. Vukan je Kočaparja izgnal in Kočapar je v izgnanstvu umrl. Dukljanski plemiči so nato za kralja izvolili Vladimirja, ki je v miru vladal kot bizantinski vazal. Jakvinta je še naprej spletkarila. Vladimirja je ukazala zastrupiti, Dobroslava II., ki je bil še vedno v ječi, pa takoj po Vladimirjevi smrti kastrirati in oslepiti, da se ne bi mogel vrniti na prestol. Z Dobroslavovim pohabljenjem je od okoli leta 1114 do 1118 zagotovila prestol svojemu sinu Đorđu. Pridobila je podporo protibizantinske frakcije plemstva in Branislavova družina je spet pobegnila, tokrat v bizantinski Drač. V Draču je pridobila podporo Bizantincev, ki so Đorđa izgnali, Jakvinto pa aretirali.  
Leta 1118 je bil na prestol postavljen Grubeša, eden od Branislavovih sinov, in mirno vladal do leta 1125. Đorđe je pobegnil v Raško in si zagotovil podporo novega raškega velikega župana Uroša Vukanovića, ki naj bi bil Vukanov nečak. Uroš je s pomočjo Madžarov vdrl v Dukljo in na prestol ponovno postavil Đorđa. Posredovali so Bizantinci, ki so Đorđa že drugič odstavili in aretirali. V ujetništvu je umrl. Za novega  kralja je bil postavljen Grubešev brat Gradinja, zadnji z naslovom kralj Slovanov. Umrl je naravne smrti leta 1146. Nasledil  ga je sin Radoslav, ki se je nazival knez.  
Dolgotrajni medsebojni spori v Duklji so bili uničujoči za njen status, saj je bila spet zmanjšana na kneževino, odvisno od bizantinske podpore. Vse bolj je izgubljala ozemlje v korist Raške in se v času vladanja kneza Radoslava skrčila na ozek pas zemlje na jadranski obali od Kotorja do Ulcinja. Do leta 1166  je velik del Duklje zasedla Raška. Ko je Štefan Nemanja leta 1186 premagal zadnjega dukljanskega kneza Mihajla III., je vse preostalo ozemlje Duklje priključil k svojemu kraljestvu.

## Seznam vladarjev
- Petar, arhont Duklje (10. ali 11. stoletje)
- Jovan Vladimir (ok. 1000–22. maj 1016)
- Štefan Vojislav, arhont in toparh kastrov Dalmacije, Zete in Stona (1018–ok. 1043)
- Neda (1043–1046)
- Mihajlo I., rex Sclavorum (ok. 1046–1081, kralj od ok. 1077)
- Konstantin Bodin, kralj Duklje in Dalmacije (1081–1101)
- Mihajlo II., kralj Duklje (1101–1102)
- Dobroslav II., kralj Duklje (1102)
- Kočapar, kralj Duklje (1102–1103)
- Vladimir, kralj Duklje (1103–1114)
- Đorđe, kralj Duklje (1114–1118)
- Grubeša, kralj Duklje (1118–1125)
- Đorđe, kralj Duklje (drugič, 1125–1131)
- Gradinja, kralj (1131–1148)
- Radoslav (1146–1148/1162)
- Mihajlo III., knez (1162–1186)

Kneževina je nato preko Vukana Nemanjića in njegovega sina Đorđa Nemanjića prišla pod oblast dinastije Nemanjić. Kraljevski naslov Nemanjićev je včasih vključeval Dukljo, v srednjem veku pa se je večinoma uporabljal dodatek "in pomorskih dežel".